# خالديان (دشتابي الشرقي)
خالدیان (بالفارسية: خالدین) هي قرية تقع في إيران في قسم دشتابي الشرقي الريفي. يقدر عدد سكانها بـ 218 نسمة .